# Lijst van beschermd erfgoed in Saint-Léger
Onderstaande tabel geeft een overzicht van de beschermde erfgoederen in de gemeente Saint-Léger. Het beschermd erfgoed maakt deel uit van het cultureel erfgoed in België.
| Object | Bouwjaar/architect | Deelgemeente | Adres | Coördinaten                   | Nummer?                | Afbeelding |
| --- | ------------------ | ------------ | ----- | ----------------------------- | ---------------------- | --- |
| De gevels en daken van de hermitage en de kapel Notre-Dame de Wachet, ensemble van hermitage, de kapel, 14 kruiswegstaties en een strook bos omringende de gebouwen |                    |              |       | 49° 36' 42" NB, 5° 40' 11" OL | 85034-CLT-0002-01 Info | De gevels en daken van de hermitage en de kapel Notre-Dame de Wachet, ensemble van hermitage, de kapel, 14 kruiswegstaties en een strook bos omringende de gebouwen |
| Het hele huis Alice Meny, rue du 5 septembre n°26 te Saint-Léger, inclusief deel meubilair                                                                          |                    |              |       | 49° 36' 41" NB, 5° 39' 18" OL | 85034-CLT-0003-01 Info | |